# Ţerzejān
Ţerzejān (persiska: تِزِرجان, تَزَرجون, طرزجان, Tezerjān) är en ort i Iran.   Den ligger i provinsen Yazd, i den centrala delen av landet, 500 km sydost om huvudstaden Teheran. Ţerzejān ligger 2 165 meter över havet och antalet invånare är 506.
Terrängen runt Ţerzejān är kuperad åt nordost, men åt sydväst är den bergig. Runt Ţerzejān är det glesbefolkat, med 8 invånare per kvadratkilometer. Närmaste större samhälle är Taft, 15,8 km norr om Ţerzejān. Trakten runt Ţerzejān är ofruktbar med lite eller ingen växtlighet.